# John Christopher
John Christopher, pseudonimo di Sam Youd (Huyton, 16 aprile 1922 – Bath, 3 febbraio 2012), è stato uno scrittore e autore di fantascienza inglese.
Oltre che come Samuel Youd e Christopher Youd, ha scritto anche sotto gli pseudonimi di Stanley Winchester, Hilary Ford, William Godfrey, Peter Graaf, Peter Nichols e Anthony Rye.
È conosciuto soprattutto per la trilogia de I tripodi e per quella di Sword of the Spirits che sono dedicate ai ragazzi, e per i suoi romanzi di fantascienza apocalittica e post apocalittica.

## Biografia
Sam Youd nacque nel Lancashire e frequentò la Peter Symonds' School a Winchester (ora Peter Symonds College). Prestò servizio presso i Royal Corps of Signals tra il 1941 e il 1946.
Una borsa di studio della Rockefeller Foundation gli rese possibile perseguire la sua carriera di scrittore, iniziando con il romanzo The Winter Swan del 1949 e raggiungendo la popolarità negli anni cinquanta e sessanta grazie a diverse opere interessanti, la migliore delle quali probabilmente è Morte dell'erba (1956).
Nel 1966 cominciò a scrivere fantascienza per adolescenti rinnovando il suo successo.

## Opere
Tranne dove diversamente specificato, tutte le opere elencate sono romanzi e romanzi brevi pubblicati in volume.

### Come John Christopher
- The Twenty-Second Century (1954) (raccolta di racconti)
- ...e venne una cometa (The Year of the Comet, a cura di Michael Joseph, 1955; titolo USA: Planet in Peril, Avon, 1959)[2]; edizione italiana collana Science Fiction Book Club 7 II serie [21], Casa Editrice La Tribuna, 1965
- Morte dell'erba (The Death of Grass, Michael Joseph, 1956); titolo USA: No Blade of Grass (Simon & Schuster, 1957; pubblicato a puntate nel The Saturday Evening Post nel 1957); prima edizione italiana: La peste verde, collana I Romanzi del Corriere 43, Corriere della Sera, 1958
- La frana (The Caves of Night, 1958; pubblicato a puntate nella rivista John Bull nel 1958); ed. it. collana Il Nuovo Arcobaleno, Gherardo Casini, 1961
- A Scent of White Poppies (1959)
- The Long Voyage (titolo USA The White Voyage, 1960)
- L'inverno senza fine (The World in Winter; titolo USA The Long Winter, 1962)
- Cloud on Silver (titolo USA Sweeney's Island, 1964)
- I possessori (The Possessors, 1964); ed.it. collana Slan. Il Meglio della Fantascienza 30, Libra Editrice, 1977
- Una ruga sulla Terra (A Wrinkle in the Skin; titolo USA The Ragged Edge, 1965); prima ed. it. collana Urania 463, Arnoldo Mondadori, 1967
- Il piccolo popolo (The Little People, 1966); ed. it. collana I Miti di Cthulhu 3 Nuova Serie, Fanucci, 1992
- Trilogia de I tripodi (espansa in tetralogia, 1988)
  - I tripodi (The White Mountains, 1967) Macmillan (USA); Hamish Hamilton (GB); ed. it. collana I Dieci, Emme Edizioni, 1967
    - Edizione per il 35º anniversario, con testo rivisto e prefazione dell'autore, Simon & Schuster, 2003. ISBN 9780689855047

  - The City of Gold and Lead (1967) Macmillan (USA); Hamish Hamilton (GB)
  - The Pool of Fire (1968) Macmillan (USA); Hamish Hamilton (GB)
  - When the Tripods Came (prequel) (1988)
- Pendulum (1968)
- The Lotus Caves (1969) Macmillan (USA); Hamish Hamilton (GB) ISBN 0-241-01729-7
- Il confine nella metropoli (The Guardians, 1970); prima ed. it. collana Salani Narrativa, Salani, 1977
- Trilogia Sword of the Spirits
  - The Prince In Waiting (1970)
  - Beyond the Burning Lands (1971)
  - The Sword of the Spirits (1972)
- In the Beginning, Longman (1972) ISBN 0-582-53726-6
- Dom and Va (1973)
- Wild Jack (1974)
- Empty World (1977)
- Trilogia Fireball
  - Fireball (1981), E. P. Dutton, ISBN 0-525-29738-3
  - New Found Land (1983), Dutton (USA), ISBN 0-525-44049-6. Gollancz (GB), ISBN 0-575-03222-7
  - Dragon Dance (1986) Dutton (USA) ISBN 0-525-44227-8; Viking Kestrel (GB), ISBN 0-670-81030-4
- When the Tripods Came (1988), un prequel della trilogia I tripodi
- A Dusk of Demons (1993)
- Bad Dream (2003)

### Come Christopher Youd
- The Winter Swan (1949)

### Come Samuel Youd
- Babel Itself (1951)
- Brave Conquerors (1952)
- Crown and Anchor (1953)
- A Palace of Strangers (1954)
- Holly Ash (titolo USA The Opportunist, 1955)
- Giant's Arrow (1956); come Anthony Rye nel Regno Unito, Samuel Youd negli USA
- The Choice (titolo Gran Bretagna The Burning Bird, 1961)
- Messages of Love (1961)
- The Summers at Accorn (1963)

### Come William Godfrey
- Malleson at Melbourne (1956), un romanzo sul cricket, primo volume di una trilogia rimasta incompleta
- The Friendly Game (1957) - secondo volume della trilogia

### Come Peter Graaf
- Dust and the Curious Boy (1957); titolo USA: Give the Devil His Due - volume 1 nella serie di Joe Dust
- Daughter Fair (1958)  - volume 2 nella serie di Joe Dust
- The Sapphire Conference (1959) - volume 3 nella serie di Joe Dust
- The Gull's Kiss (1962)

### Come Hilary Ford
- Felix Walking (1958)
- Felix Running (1959)
- Bella on the Roof (1965)
- A Figure in Grey (1973)
- Sarnia (1974)
- Castle Malindine (1975)
- A Bride for Bedivere (1976)

### Come Peter Nichols
- Patchwork of Death (1965)

### Come Stanley Winchester
- The Practice (1968)
- Men With Knives (1968); titolo USA: A Man With a Knife
- The Helpers (1970)
- Ten Per Cent of Your Life (1973)

### Racconti
La prima storia pubblicata di Youd fu Dreamer, sulla rivista Weird Tales del marzo 1941, come C.S. Youd. Ha pubblicato racconti nelle riviste Astounding Science Fiction, Science Fantasy, Worlds Beyond Science-Fantasy Fiction, New Worlds, Galaxy Science Fiction, SF Digest, Future Science Fiction, Space SF Digest, Thrilling Wonder Stories, Authentic Science Fiction, Space Science Fiction, Nebula Science Fiction, Fantastic Universe, Saturn Science Fiction, Orbit Science Fiction, Fantastic Story Magazine, If: Worlds of Science Fiction, Worlds of Science Fiction (GB), Argosy (GB), The Magazine of Fantasy and Science Fiction, Beyond Infinity.
In italiano alcuni suoi racconti sono stati pubblicati sulla collana Urania di Mondadori e su Nova SF* di Perseo Libri.

### Antologie
- The Best SF Stories, terza serie, Grayson & Grayson (1953)
- Avon Science fiction and Fantasy Reader #1 (1953)
- The Twenty-Second Century, Grayson & Grayson (1954)
- Gateway To Tomorrow, a cura di John Carnell, Panther Books (1963)
- Avon Science Fiction and Fantasy Reader No. 2
- The Best Science Fiction Stories Third Series, a cura di Everett F. Bleiler e T. E. Dikty
- The Tenth Pan Book of Horror Stories, a cura di Herbert Van Thal (1969)
- Young Winter's Tales No. 2, a cura di M. R. Hodgkin, Londra, Macmillan Publishers (1971)
- In Time to Come, Topliner (1973)
- The Best of British SF 1, Orbit Books (1977)
- The Random House Book of Science Fiction Stories, Random House, (1997). ISBN 0-679-88527-7
- The Young Oxford Book of Nasty Endings (1997), a cura di Dennis Pepper, Oxford University Press, ISBN 0-19-278151-0